# Сяськелево
Сяськелево (рос. Сяськелево) — присілок у Гатчинському районі Ленінградської області Російської Федерації.
Населення становить 2223 особи. Належить до муніципального утворення Сяськелевське сільське поселення.

## Географія
Населений пункт розташований на південній околиці міста Санкт-Петербурга.

## Історія
Згідно із законом від 16 грудня 2004 року № 113—оз належить до муніципального утворення Сяськелевське сільське поселення.

## Населення
| 1838  | 1848  | 1862  | 1997  | 2006  | 2007  | 2010  |
| ----- | ----- | ----- | ----- | ----- | ----- | ----- |
| 67    | ↘60   | ↘48   | ↗2083 | ↘1901 | ↗1906 | ↗2135 |
| 2012  | 2013  | 2017  |       |       |       |       |
| ↘1963 | ↗2005 | ↗2223 |       |       |       |       |